# Макарова (Свердловская область)
Макарова — деревня в муниципальном округе Первоуральск Свердловской области России.

## Географическое положение
Деревня Макарова расположена на левом берегу реки Чусовой, в устье левого притока — реки Макаровки, в 11 километрах (по автодороге в 16 километрах) к западу-северо-западу от города Первоуральска. К северо-востоку от деревни протекает другой левый приток Чусовой — река Петрушиха. На противоположном берегу Петрушихи расположен посёлок Доломитовый — отдалённый район посёлка Билимбая, где расположена одноимённая станция Свердловской железной дороги.

## История деревни
Деревня Макарова основана по указанию В. Н. Татищева в 1720 году. Поселение названо по имени первых поселенцев. Сюда по распоряжению властей поселили из Кунгурского уезда несколько семейств государственных крестьян, которые в виде повинности должны были заниматься перевозом (переводом) проезжающих обозов через реку Чусовую и разработкой пашни.
В XVIII-XIX веках жители приобретали работами при заводской домне, занимались доставкой на Билимбаевский, Верх-Исетский, Шайтанский и Уткинский заводы руды и угля. Летом работали в Верхотурском уезде и в Оренбургской губернии на приисковых работах. Хлебопашеством, за неимением земли, занимались немногие; сеяли в «переменах».

## Население
| 2002 | 2010 |
| ---- | ---- |
| 34   | ↗98  |